# کارلوس ریورا (خواننده)
کارلوس آگوستو ریورا گوئرا (به اسپانیایی: Carlos Augusto Rivera Guerra) خواننده و بازیگر مکزیکی است. او با برنده شدن درسری سوم لاآکادمیکا به شهرت رسید. ریورا چهار آلبوم استودیویی منتشر کرده و در چندین تئاتر شرکت کرده‌است.